# Зализный Мост
Зализный Мост (укр. Залізний Міст) — село в Семёновском районе Черниговской области Украины. Население 344 человека. Занимает площадь 1,35 км².
Код КОАТУУ: 7424784002. Почтовый индекс: 15431. Телефонный код: +380 4659.

## Власть
Орган местного самоуправления — Николаевский сельский совет. Почтовый адрес: 15430, Черниговская обл., Семёновский р-н, с. Николаевка, ул. Семёновская, 32.

## История
В XIX веке село Зализный Мост было в составе Костобобровской волости Новгород-Северского уезда Черниговской губернии. В селе была Рождество-Богородицкая церковь.